# Scindapsus kinabaluensis
Scindapsus kinabaluensis — вид квіткових рослин із родини кліщинцевих (Araceae), роду Scindapsus. Це ліана, рідним ареалом якої є Борнео (Сабах).